# Евстафий (фрегат, 1817)
«Евста́фий» — 44-пушечный парусный фрегат Черноморского флота Российской империи. Заложен 16 (28) мая 1816 года на Херсонской верфи, спущен на воду 7 (19) октября 1816 года. Строительство вёл корабельный мастер М. И. Суровцов. Фрегат принимал участие в русско-турецкой войне 1828—1829 годов.

## История службы
В 1819—1822 годах фрегат ходил в практические плавания в Чёрное море, а 1826 и 1827 годах — в крейсерство к берегам Абхазии. В первое время после ввода корабля в строй на нём служил Александр Иванович Казарский, а у берегов Абхазии — И. П. Манганари.
21 апреля 1828 года в составе эскадры вице-адмирала А. С. Грейга фрегат вышел из Севастополя и 2 мая подошёл к Анапе. 6 мая корабль огнём прикрывал высадку русского десанта, а на следующий день с отрядом бомбардировал крепость в течение четырёх часов. «Евстафий», вместе с кораблем «Пантелеймон», потопил три турецких судна. Сам фрегат получил 13 пробоин, был сильно повреждён рангоут и такелаж.
15 мая с эскадрой вице-адмирала Ф. Ф Мессера фрегат ушёл от Анапы к Калиакре, где прикрывал суда, которые доставляли снабжение для армии в порты Румелии. После этого «Евстафий» крейсировал в районе между Коварной и Инадой. 14 июля фрегат соединился с флотом, пришедшем к Коварне, а 22 июля в составе эскадры пришёл к Варне и 26—27 июля вёл огонь по крепости. 7 августа фрегат ушёл в Одессу, конвоируя 12 пленённых судов.
24 августа «Евстафий» доставил из Севастополя в Варну припасы для русской эскадры, принял на борт раненых и ушёл в Одессу, после чего вернулся в Севастополь. 17 января 1829 года корабль с отрядом контр-адмирала И. И. Стожевского пришёл из Севастополя в Варну и крейсировал между Варной и Босфором. 15 февраля отряд подошёл к Сизополю, открыл огонь по береговым батареям и высадил десант, который взявший крепость.
После этого фрегат принимал участие в поиске турецких судов в Сизопольском заливе, а в марте 1829 года ушёл в Севастополь на ремонт. 7 мая «Евстафий» вернулся к Сизополю, где стоял русский флот. Там корабль находился до сентября, выходя крейсировать к Босфору.
25 сентября фрегат был отправлен в Одессу с депешами, после чего ушёл в Севастополь.

## Командиры фрегата
Должность командира корабля занимали:
1. 1819—1822 годы — И. С. Скаловский
2. 1826—1827 годы — Н. Ю. Патаниоти
3. с 1828 по март 1829 года — Г. А. Польской
4. с марта 1829 года — Я. Я. Шостенко